# Jacques y Berthe Lipchitz

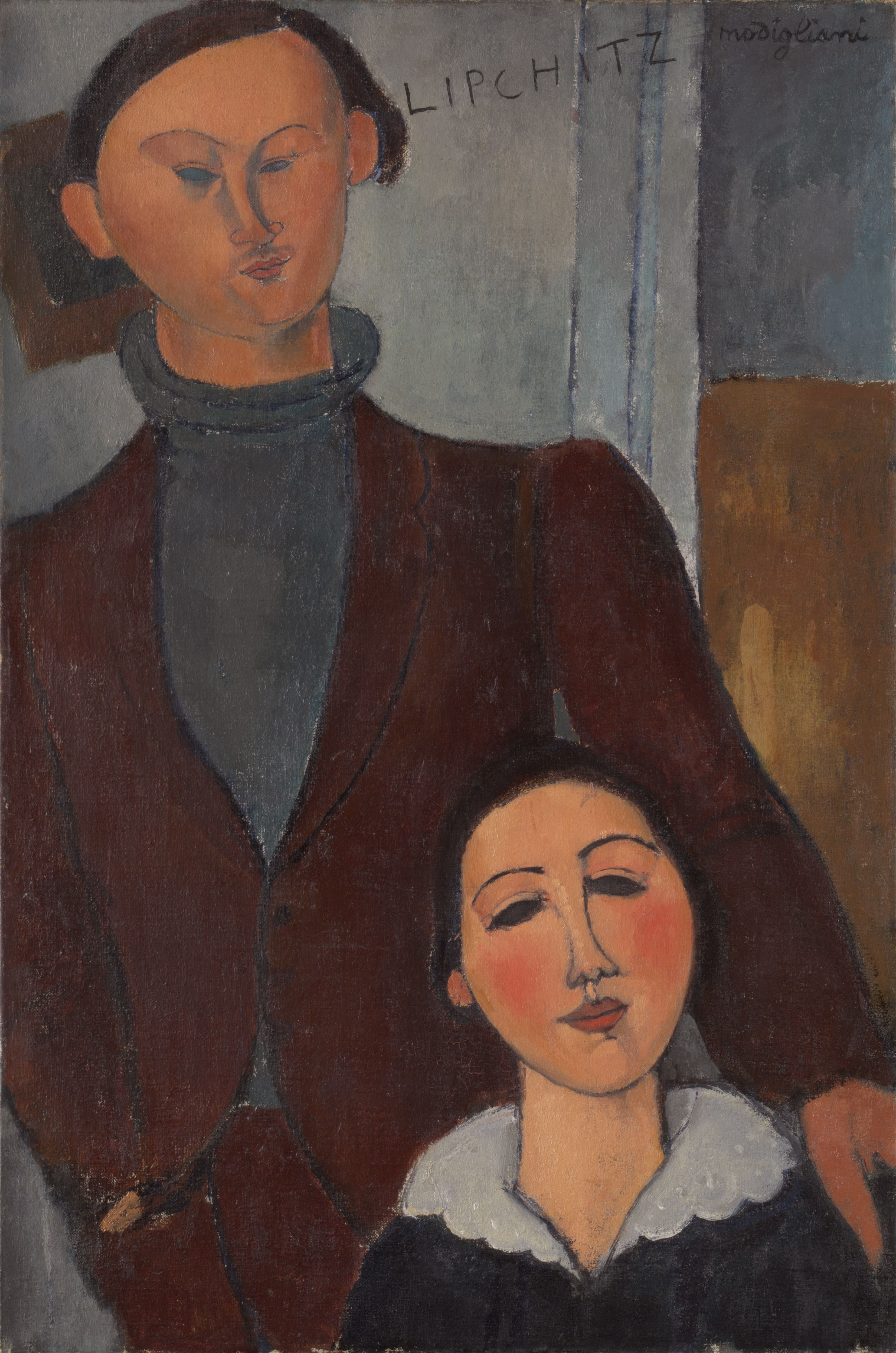
Amedeo Modigliani, Jacques y Berthe Lipchitz; 1916. Óleo sobre lienzo, 81,3 x 54,3 cm. Instituto de Arte de Chicago.

Jacques y Berthe Lipchitz es una pintura de 1916 de Amedeo Modigliani. Representa al amigo de Modigliani, el escultor Jacques Lipchitz, de pie junto a su esposa sentada, Berthe. A la derecha arriba, un poco inclinado hacia arriba, se lee el nombre en mayúsculas y la firma en minúsculas: "LIPCHITZ. modigliani".
Modigliani y Lipchitz se habían mudado a Francia a temprana edad, ambos eran de origen judío y se hicieron amigos íntimos que frecuentaban los mismos círculos artísticos en París. A pesar de sus puntos en común, había marcadas diferencias: Lipchitz ejemplificaba la laboriosidad artística mientras que Modigliani era dado a la disoluta bohemia.
Antes de pintar el retrato, Modigliani realizó una serie de dibujos preparatorios, de los que sobreviven cinco: dos de Lipchitz, dos de Berthe y uno de ellos juntos en la composición definitiva. Lipchitz describió la creación de la pintura años más tarde:

"En 1916, cuando acababa de firmar un contrato con Leonce Rosenberg, el marchante, tenía algo de dinero. Además, estaba recién casado y mi mujer y yo decidimos pedirle a Modigliani que nos hiciera un retrato. "Mi precio son diez francos por sesión y un poco de alcohol, ¿sabes?", me respondió cuando se lo pedí. Vino al día siguiente e hizo muchos dibujos preliminares, uno tras otro, con tremenda rapidez y precisión... Finalmente, se decidió una pose, una pose inspirada en nuestra fotografía de boda. Al día siguiente, a la una, Modigliani vino con un lienzo viejo y su caja de materiales para pintar y empezamos a posar. Lo veo con tanta claridad incluso ahora, sentado frente a su lienzo que había dejado sobre una silla, trabajando en silencio, interrumpiéndose solo de vez en cuando para tomar un trago de alcohol de la botella que estaba cerca... al final del día, dijo "Bueno, supongo que está terminado"."

Lipchitz se sintió incómodo al aceptar el cuadro por sólo diez francos y puso excusas para que Modigliani continuara trabajando en el retrato. "Ya sabes", dije, "a nosotros los escultores nos gusta algo más sustancial". "Bueno", respondió, "si quieres que lo estropee, puedo continuar".  La obra ocupó a Modigliani durante casi dos semanas, "probablemente el tiempo más largo que haya trabajado en una pintura". 

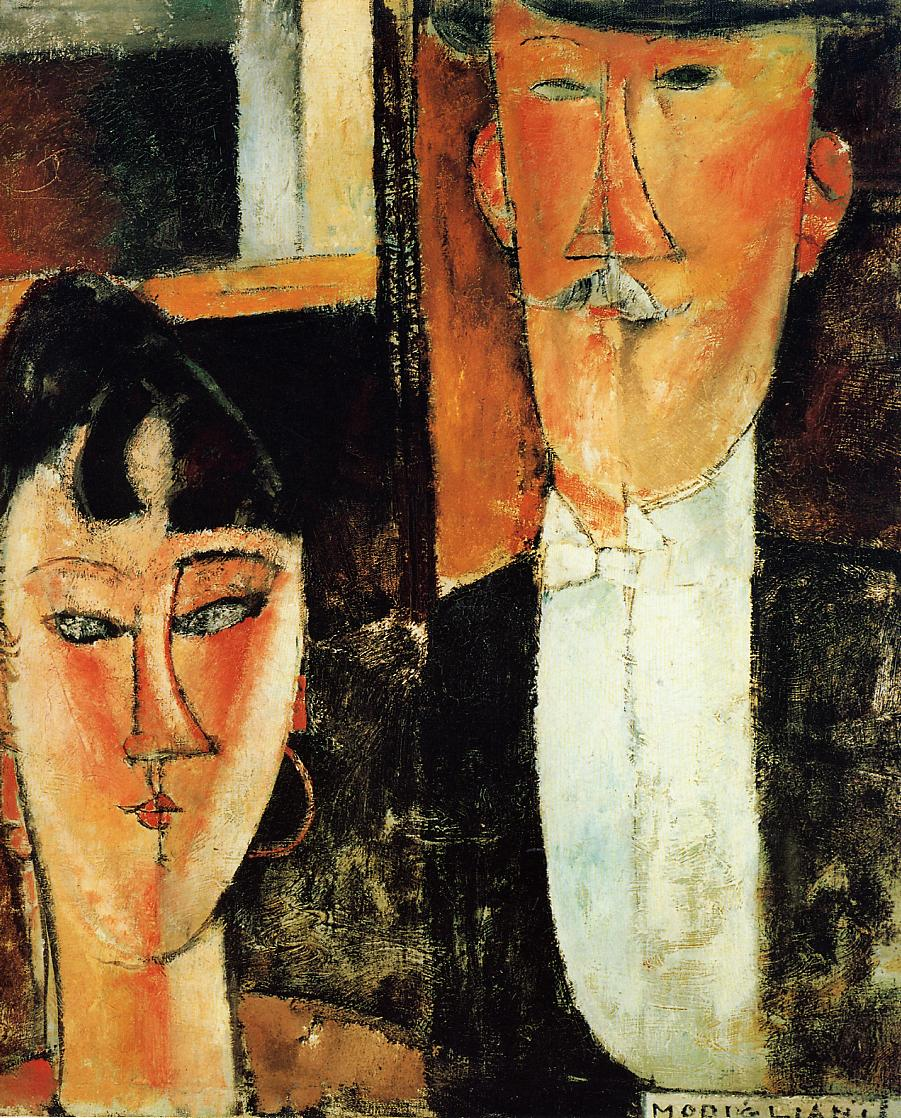
Amadeo Modigliani, Novia y novio; 1915. Los personajes del otro doble retrato de Modigliani parecen ser «marionetas de personajes», mientras que Jacques Lipchitz y su esposa están «transformados en seres humanos».

Uno de los dos únicos retratos dobles pintados por Modigliani, Jacques y Berthe Lipchitz ha sido destacado por su estudio complejo y enigmático de personalidades contrastantes. En un plano cercano, Lipchitz aparece con su esposa Berthe Kitrosser, una poetisa rusa, en su apartamento de París que anteriormente había sido el hogar del escultor Constantin Brâncuși. Posando frente a un interior abstracto, Lipchitz está informal pero elegantemente vestido y se encuentra de pie de manera casual con una mano sobre el hombro de Berthe. Sus rostros con forma de máscara han dado lugar a lecturas variadas; la suave sensualidad de Berthe, sus ojos y labios grandes y su cuello grácil, ofrecen un contraste sorprendente con el orgullo personal de Lipchitz, sus pequeños ojos y boca y su "nariz malvadamente retorcida" combinándose para lograr un efecto satírico. Para el historiador del arte y conservador Mason Klein, el rostro de Berthe es insulso y burgués, su cuello blanco con bordados y su nariz respingona sugieren altivez, mientras que Lipchitz se yergue sobre ella, dominante y protector.
El biógrafo de Modigliani, Werner Schmalenbach, comparó Jacques y Berthe Lipchitz con Los novios de 1915, y señaló el desarrollo desde una representación puramente formal de "tipos" hacia un mayor interés en la caracterización de los individuos.  Esta diferencia entre las dos obras es coherente con una evolución del dibujo y la pintura de Modigliani hacia un mayor refinamiento. 
Después de la muerte de Modigliani en 1920, Lipchitz elaboró su máscara mortuoria, haciendo doce moldes de yeso para los amigos y familiares de Modigliani.  Poco después, Lipchitz vendió el cuadro a su marchante a cambio de la devolución de esculturas "que ya no consideraba representativas". El cuadro fue comprado en 1922 y entró en el Instituto de Arte de Chicago en 1926 como parte de la Colección Memorial Helen Birch Bartlett.